# Zonsverduistering van 1 november 1948

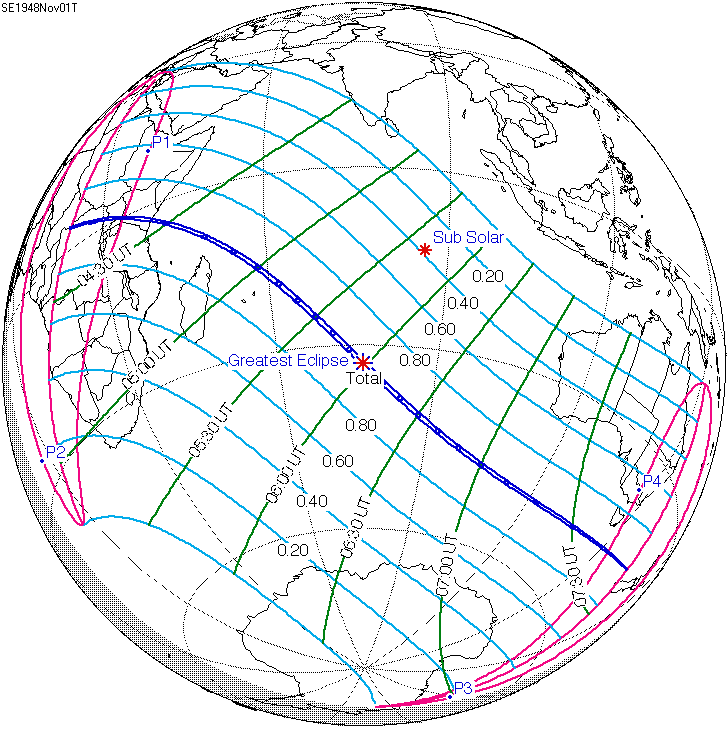
De zonsverduistering was te zien tussen de blauwe lijnen.

De totale zonsverduistering van 1 november 1948 trok veel over zee, maar was achtereenvolgens te zien in deze drie landen: Zaïre, Oeganda en Kenia.

## Lengte

### Maximum
Het punt met maximale totaliteit lag op zee ver van enig land op coördinatenpunt 33.104° Zuid / 76.235° Oost en duurde 1m55,6s.

### Limieten
| Fenomeen                    | Code | Tijdstip UTC  |
| --------------------------- | ---- | ------------- |
| Eerste contact bijschaduw   | P1   | 03:18:59.0 UT |
| Eerste contact kernschaduw  | U1   | 04:19:04.2 UT |
| Kernschaduw compleet vanaf  | U2   | 04:19:31.4 UT |
| Bijschaduw compleet vanaf   | P2   | 05:28:07.7 UT |
| Maximum eclips              | GE   | 05:58:49.6 UT |
| Bijschaduw compleet t/m     | P3   | 06:29:06.9 UT |
| Kernschaduw compleet t/m    | U3   | 07:38:00.0 UT |
| Laatste contact kernschaduw | U4   | 07:38:22.4 UT |
| Laatste contact bijschaduw  | P4   | 08:38:38.3 UT |